# Xã Wilmington, Quận Mercer, Pennsylvania
Xã Wilmington (tiếng Anh: Wilmington Township) là một xã thuộc quận Mercer, tiểu bang Pennsylvania, Hoa Kỳ. Năm 2010, dân số của xã này là 1.415 người.